# コシブトハナバチ
コシブトハナバチは、膜翅目（ハチ目）ミツバチ科・コシブトハナバチ亜科・コシブトハナバチ族（Anthophorini）に分類されるハチである。フトハナバチ属（Amegilla）やコシブトハナバチ属（Anthophora）など、世界中から750種以上が知られる比較的大きなグループである。
一般に体長1.5cm前後、頑丈な身体や肢は体毛に被われ毛深い。本族の種はミツバチのような社会性生活ではなく単独生活をし、メスが単独で崖または水平の地面に坑を掘って、地中に幼虫のための巣を作る。一部の種は地中でなく朽木に営巣することが知られている。育房の中に花粉と蜜を蓄え産卵して封をし、幼虫は防水の施された育房の中で成長する。巣はしばしば何世代にもわたって特定の場所に集中して作られ、大きな集団となることがある。地中に坑を掘って巣を作る習性から、同様の習性を持つCentridini族の種とともに、英語でdigger beesと呼ばれる。日本のミナミスジボソフトハナバチやアオスジフトハナバチでは、多くの個体が夜間一か所に集まり、枯れ枝などを大顎で咥えてつかまって睡眠することが知られている。

## 分類
上位分類
コシブトハナバチ亜科は、かつてはコシブトハナバチ族とともにヒゲナガハナバチ族やヤドリコシブトハナバチ属などを含み、クマバチ亜科、キマダラハナバチ亜科とともにコシブトハナバチ科として分類されていた。その後ハナバチ類全体の高次分類が見直され、2000年代には全てのハナバチがミツバチ科とされて、本亜科もミツバチ科ミツバチ亜科に統合されたりしたが、2020年前後からはミツバチ科コシブトハナバチ亜科とされ、同時にヒゲナガハナバチとその近縁族はヒゲナガハナバチ亜科に、またヤドリコシブトハナバチ属はキマダラハナバチ亜科に移されるなどの見直しが行われて、本亜科にはコシブトハナバチ族のみ属するとされるようになった。
日本産の種
日本からは下記の2属5種が記録されている。学名と分布は寺山(2016)に依拠。
・シロスジフトハナバチ　Amegilla quadrifasciata (Villers, 1789) - 本州・四国・九州；朝鮮・ユーラシア
・スジボソフトハナバチ　Amegilla florea (Smith, 1879) - 本州・四国・九州・対馬・大隅諸島；朝鮮・中国・台湾・極東ロシア
　　　（シノニム：Anthophora tsushimensis Cockerell,1926）
・ミナミスジボソフトハナバチ　Amegilla urens (Cockerell, 1911) - 沖縄諸島・八重山諸島・大東諸島;台湾
・アオスジフトハナバチ　Amegilla dulcifera (Kockerell, 1926) - 奄美群島・沖縄諸島・宮古諸島・八重山諸島　
　　　（シノニム：Amegilla senahai (Yasumatsu,1935) ）
・ケブカコシブトハナバチ　Anthophora plumipes (Pallas, 1772) - 本州・四国・九州；中国・ユーラシア
　　　（シノニム：Anthophora plumipes villosula Smith, 1854  : Anthophora pilipes villosula Smith, 1854）
コシブトハナバチ属には少なくとももう1種分布していることが知られている。